# Woldert

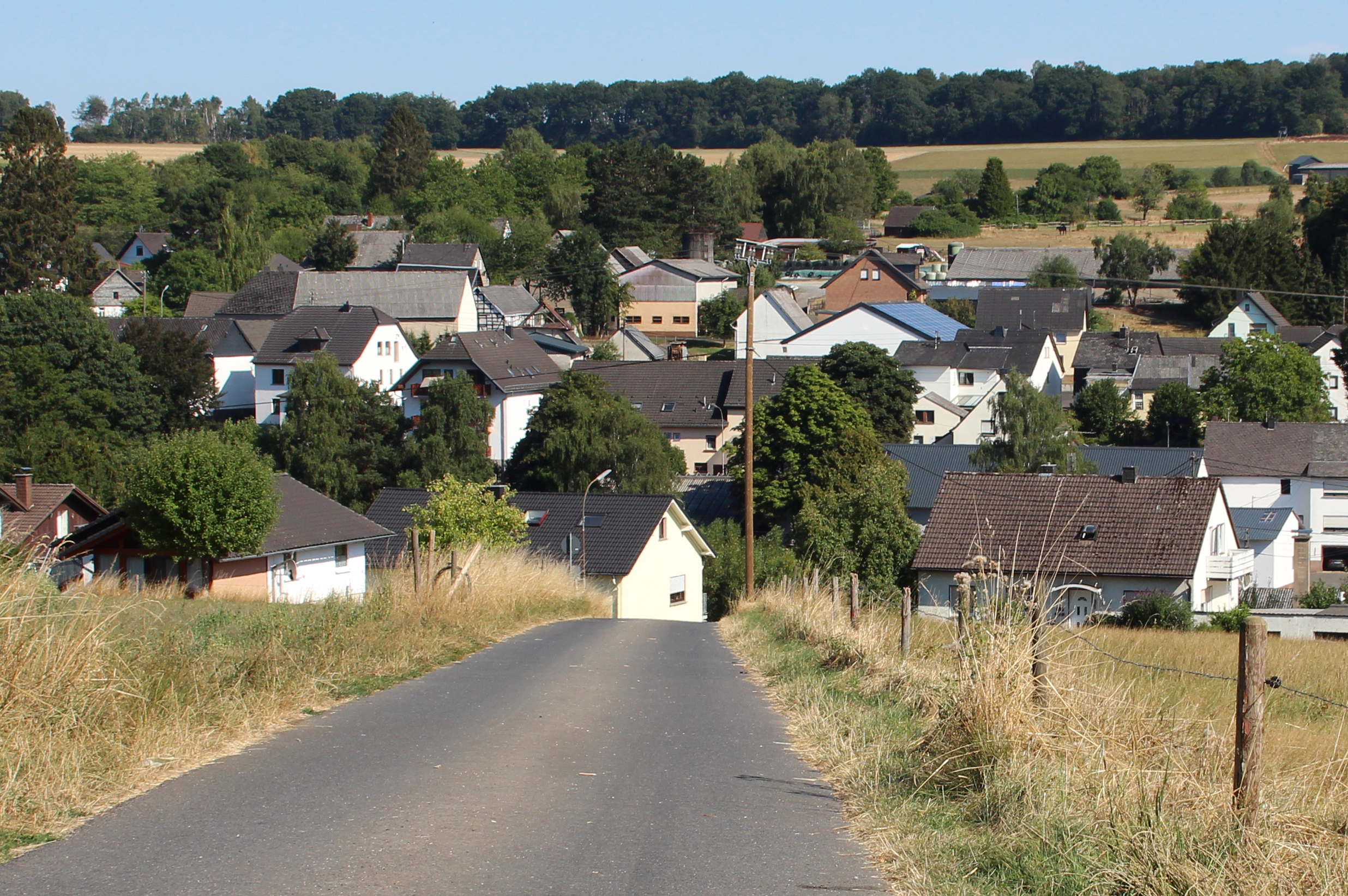
Ansicht von Woldert

Woldert ist eine Ortsgemeinde im Landkreis Neuwied im Norden von Rheinland-Pfalz. Sie gehört der Verbandsgemeinde Puderbach an.

## Geographie
Der Ort liegt ein wenig abseits der großen Verkehrsadern östlich von Puderbach am Rande des Naturparks Rhein-Westerwald. Woldert liegt beiderseits des Dreisbachs, der nach Südwesten zum Holzbach entwässert.
Zur Gemeinde Woldert gehören die Ortsteile Woldert und Hilgert sowie der Wohnplatz Haus Osterberg.

## Geschichte
Beide zur Gemeinde gehörenden Dörfer gehören zu den sogenannten Rodungsorten. Woldert hieß im Jahr 1324 Nyderwoltroyde, es muss also damals ein „Niederwoldert“ und ein „Oberwoldert“ gegeben haben. Im Jahr 1478 wird Woldert Wolterote genannt, später Wolderoth. Hilgert hieß 1376 „Hilgerrode“.
Wegen der Zugehörigkeit zur Grafschaft Wied besaßen die Walpoden von Reichenstein in Woldert Ländereien (1478). Im Jahre 1582 hatte Woldert acht und Hilgert vier Häuser.
Woldert gehörte bis 1806 zur Grafschaft Wied-Runkel, 1815 kam die Gemeinde zur neu gebildeten preußischen Provinz Niederrhein (ab 1822 Rheinprovinz). Woldert gehörte von 1816 an zur Bürgermeisterei Niederwambach im Kreis Neuwied. Im Jahr 1927 wurde diese umbenannt in Amt Niederwambach und 1937 mit dem Amt Puderbach vereinigt. Seitdem gehörte Woldert verwaltungsmäßig zu Puderbach.
Die Mühle in Hilgert bestand bereits im 17. Jahrhundert und war eine gräflich-wiedische Bannmühle. Zum Mühlenbann gehörten die Dörfer Hilgert, Woldert, Weroth und Dendert. Nach einer Pachturkunde aus dem Jahr 1690 musste der Pächter jährlich 110 Reichstaler an Pacht zahlen. Der Mühlenbann wurde 1845 aufgehoben und der Fürst zu Wied verkaufte die Mühle für 1.505 Taler.
Die heutige Gemeinde entstand am 16. März 1974 durch Zusammenschluss der bis dahin eigenständigen Gemeinden Woldert (435 Einwohner) und Hilgert (68).
Kulturdenkmäler
Siehe Liste der Kulturdenkmäler in Woldert und Liste der Naturdenkmale in Woldert
Bevölkerungsentwicklung
Die Entwicklung der Einwohnerzahl von Woldert bezogen auf das heutige Gemeindegebiet; die Werte von 1871 bis 1987 beruhen auf Volkszählungen:
| Jahr | Einwohner |
| ---- | --------- |
| 1815 | 169       |
| 1835 | 241       |
| 1871 | 308       |
| 1905 | 359       |
| 1939 | 398       |
| 1950 | 442       |
| 1961 | 431       |

| Jahr | Einwohner |
| ---- | --------- |
| 1970 | 537       |
| 1987 | 494       |
| 1997 | 608       |
| 2005 | 642       |
| 2011 | 592       |
| 2017 | 598       |
| 2022 | 592       |

## Politik

### Bürgermeister
Michael Pfeifer wurde 2024 Ortsbürgermeister von Woldert.
Sein Vorgänger war Volker Otto seit Juni 2014. Bei der Direktwahl am 26. Mai 2019 wurde er mit einem Stimmenanteil von 80,31 % für weitere fünf Jahre in seinem Amt bestätigt.
Dessen Vorgänger war Michael Heinrichs.

### Wappen
| Wappen von Woldert | Blasonierung: „Rechts in Silber vier rote Schrägbalken, belegt von einem stehenden, nach links schauenden Pfau; links in Rot zwei silberne Ähren und unten, in eingeschweifter Spitze, in Silber ein rotes Mühlrad mit acht Speichen und acht Schaufeln.“ |
| Wappen von Woldert | Wappenbegründung: Die Wappenfarben Rot und Silber sowie der Pfau deuten darauf hin, dass Woldert früher zur Grafschaft Wied gehörte, es sind die Farben der Grafen von Wied-Isenburg-Braunsberg. Die Ähren zeigen an, dass in der Gemeinde Woldert die Landwirtschaft dominierte. Mit dem Mühlrad wird angezeigt, dass sich in beiden zur Gemeinde gehörenden Dörfern Getreidemühlen befanden. |

## Verkehr
Die nächste Autobahnanschlussstelle ist Dierdorf an der A 3. Der nächstgelegene ICE-Bahnhof ist in Montabaur an der Schnellfahrstrecke Köln–Rhein/Main.